# Gare d'Alpine
La gare d'Alpine est une gare ferroviaire des États-Unis située dans la ville d'Alpine dans l'État du Texas.

## Service des voyageurs

### Desserte
La gare est desservie par deux lignes d'Amtrak :
- Le Sunset Limited: Los Angeles - La Nouvelle-Orléans
- Le Texas Eagle: Los Angeles - Chicago

Les deux trains sont combinés entre Los Angeles et San Antonio. Il y a deux services dans chaque sens par semaine.